# Váha (sedlo)
Váha (2340 m) je horské sedlo v hlavním hřebeni Vysokých Tater, ležící mezi vrcholy Rysů (2503 m) a Ťažkého štítu (2500 m) resp. Vysoké (2547 m). Sedlo od sebe odděluje Dolinu Žabích ples v Mengusovské dolině na západě a Ťažkou dolinu v Bielovodské dolině na východě.

## Přístup
Přístup je možný pěšky pouze v letním období od 16. června do 31. října. Výstup je možný od rozcestí nad Popradským plesem:
- po  modré turistické značce k rozcestí nad Žabím potokem (0:30) a dále
  - po  červené turistické značce (2:15)[1], která pokračuje dále na Rysy a do Polska.

K rozcestí nad Popradským plesem je možné se dostat od:
- Popradského plesa po  červené turistické značce (0:05),
- Štrbského plesa po  červené turistické značce (1:40),
- železniční zastávky Popradské Pleso po  modré turistické značce k rozcestí nad Popradským plesem (1:20).

## Reference

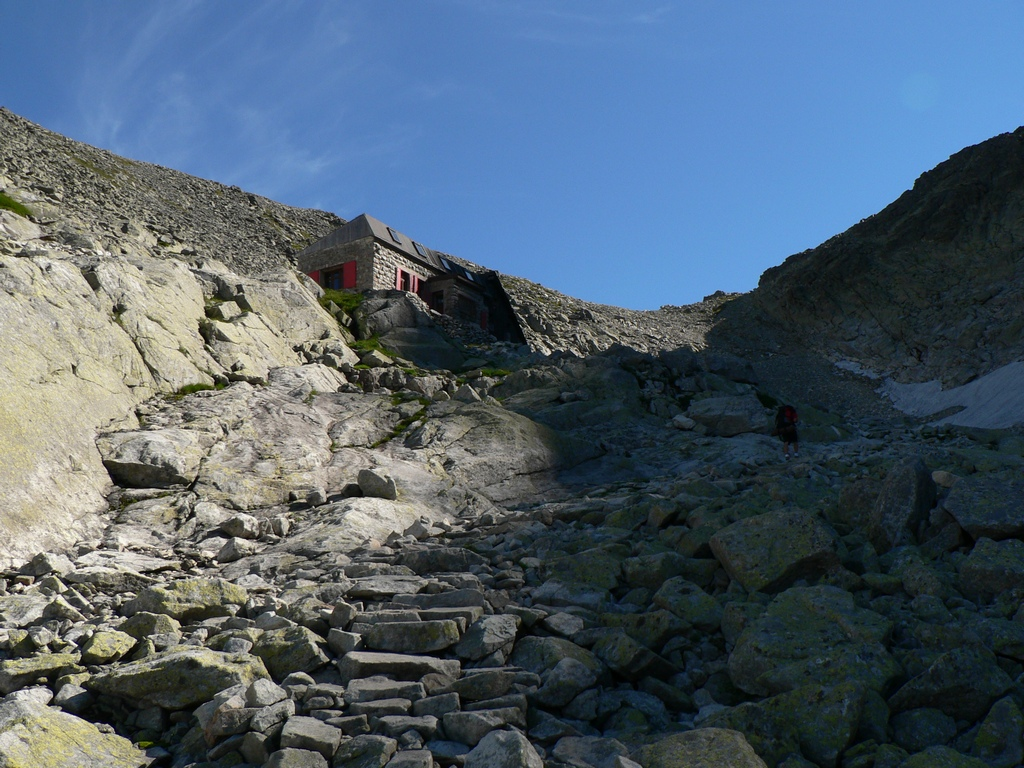
Sedlo Váha a Chata pod Rysy